# Autoroute A28 (Portugal)
Pour les articles homonymes, voir A28.
L'autoroute A28 (en portugais : Autoestrada A28) est une autoroute portugaise, reliant la ceinture périphérique de la ville de Porto aux communes frontalières de Caminha et Vila Nova de Cerveira.
D'une longueur de 93 km, elle est surnommée « autoroute du Littoral Nord » (en portugais : Autoestrada do Litoral Norte) du fait de sa position géographique longeant la côte Verte. Un prolongement d'une trentaine de kilomètres jusqu'à Valença est actuellement en phase de projet.
Initialement mise en service sans coût pour les utilisateurs, l'A28 est soumise à péage en flux libre, sur certains tronçons, de manière progressive depuis le 15 octobre 2010. Les sections entre Porto et l'A41 ainsi qu'entre Viana do Castelo et Caminha en restent toutefois exemptées. Le tronçon partant de Matosinhos jusqu'à l'extrémité nord de l'autoroute voit également sa gestion concédée au secteur privé.

## État des tronçons
| Tronçon                       | État (2025)                                        | km   |
| ----------------------------- | -------------------------------------------------- | ---- |
| Pont Arrábida - Francos       | En service (1963)                                  | 2,5  |
| Francos - Matosinhos          | En service (1960)                                  | 3,6  |
| Matosinhos - Viana do Castelo | En service (années 90) (Concession: Norte Litoral) | 65,1 |
| Viana do Castelo - Argela     | En service (11/2005) (Concession: Norte Litoral)   | 17,2 |
| Argela - Vilar de Mouros      | En service (05/2008) (Concession: Norte Litoral)   | 4,6  |
| Vilar de Mouros - Valença     | En projet                                          | 18   |
| Valença - Melgaço             | Prétention                                         | 40   |

## Trafic
| Section                               | Trafic (en véhicules par jour) en 2010 |
| ------------------------------------- | -------------------------------------- |
| Exponor - Freixieiro                  | 96273                                  |
| Freixieiro - Perafita                 | 77468                                  |
| Perafita - (CREP)                     | 72303                                  |
| (CREP) - Aveleda                      | 73084                                  |
| Aveleda - Modivas                     | 73539                                  |
| Modivas - Mindelo                     | 64831                                  |
| Mindelo - Vila do Conde               | 57066                                  |
| Vila do Conde - Póvoa de Varzim       | 59156                                  |
| Póvoa de Varzim - Estela              | 51357                                  |
| Estela - Apúlia                       | 37704                                  |
| Apúlia - Esposende                    | 34223                                  |
| Esposende - Antas                     | 29035                                  |
| Antas - Castelo de Neiva              | 22926                                  |
| Castelo de Neiva - Darque             | 22936                                  |
| Darque - Viana do Castelo             | 27521                                  |
| Viana do Castelo - Meadela            | 37287                                  |
| Meadela - Outeiro                     | 19833                                  |
| Outeiro - Riba de Âncora              | 11335                                  |
| Riba de Âncora - Vila Praia de Âncora | 10130                                  |
| Vila Praia de Âncora - Argela         | 7705                                   |
| Argela - Vilar de Mouros              | 7669                                   |
| Vilar de Mouros - N 13                | 6783                                   |

## Capacité
| Section                    | Capacité | Longueur |
| -------------------------- | -------- | -------- |
| Pont Arrábida -            |          | 3 km     |
| - Matosinhos               |          | 3 km     |
| Matosinhos - Perafita      |          | 4 km     |
| Perafita - Vilar de Mouros |          | 82 km    |

## Itinéraire
| Sorties                                       | Villes                                                       |
| --------------------------------------------- | ------------------------------------------------------------ |
| Pont Arrábida ()                              |                                                              |
| VCI                                           | Campo Alegre                                                 |
| VCI                                           | Boavista                                                     |
| VCI                                           | Boavista Porto (VCI)                                         |
| Sortie                                        | Senhora da Hora                                              |
| 01                                            | Matosinhos (Avenida da República) Vila Real                  |
| 05                                            | Matosinhos (Porto de pesca)                                  |
| 06                                            | Leça da Palmeira Leixões                                     |
| 07                                            | Exponor                                                      |
| 08                                            | Terminal TIR                                                 |
| 09                                            | Freixieiro                                                   |
| 10                                            | Perafita                                                     |
| 11                                            | Aéroport de Porto - Maia (CREP)                              |
| 12                                            | Aveleda                                                      |
| Portique de péage de Modivas - € 0,95         |                                                              |
| Aire de service de Vila do Conde (km 12)      |                                                              |
| 13                                            | Mindelo Modivas - Maia                                       |
| 14                                            | Mindelo                                                      |
| 15                                            | Vila do Conde Famalicão                                      |
| 16                                            | Póvoa de Varzim Amorim                                       |
| Portique de péage de Póvoa de Varzim - € 1,25 |                                                              |
| 17                                            | Estela Laundos                                               |
| 18                                            | Apúlia Fão Barcelos - Braga                                  |
| 19                                            | Esposende                                                    |
| Portique de péage de Esposende - € 1,15       |                                                              |
| 20                                            | Castelo de Neiva Antas                                       |
| 21                                            | Barcelos - Braga N 103                                       |
| Portique de péage de Neiva - € 0,75           |                                                              |
| Aire de service de Viana do Castelo           |                                                              |
| 22                                            | Darque                                                       |
| 23                                            | Viana do Castelo                                             |
| 24                                            | Meadela Ponte de Lima                                        |
| 25                                            | Outeiro                                                      |
| 26                                            | Riba de Âncora Orbacém                                       |
| 27                                            | Vila Praia de Ancora                                         |
| 28                                            | Argela Arga de São João                                      |
| 29                                            | Vilar de Mouros Caminha                                      |
|                                               | Gondarém - Vila Nova de Cerveira N 13 Lanhelas - Seixas N 13 |